# Arromanches-les-Bains
Arromanches-les-Bains (eller blot Arromanches) er en kommune i Calvados departmentet i Basse-Normandie regionen i det nordvestlige Frankrig. Indbyggerne kaldes Arromanchais.
Den ligger ud til kanalen midt i det område hvor invasionen i Normandiet fandt sted på D-dag den 6. juni 1944.

## Geografi
Arromanches-les-Bains ligger ca. 25 km nordvest for Caen. Dens nabobyer er Port-en-Bessin og Courseulles-sur-Mer.

## Historie
Byen ligger langs den strækning på kysten, som fik kodenavnet Gold Beach under landgangen i Normandiet på D-dag. Det var en af de strande, som de britiske tropper benyttede. Arromanches blev udvalgt til at huse en af de to Mulberry-havne, som blev bygget ved Normandiets kyst. Den anden lå længere vestpå ved Omaha Beach. Der findes stadig dele af Mulberry-havnen ved Arromanches i form af store betonsænkekasser i sandet, og mere kan ses længere ud til havs.
Arromanches blev formentlig valgt fordi kysten ved Arromanches danner en naturlig bugt, som hjælper med til at beskytte havnen mod storme fra vest. Mulberry-havnen i Arromanches – også kaldet Port Winston eller Mulberry B, blev bygget af britiske ingeniørsoldater, som fulgte monteringsvejledningen i modsætning til de amerikanske ingeniører ved Omaha Beach, som ganske vist blev først færdige med at bygge deres havn, men måtte se på, da den blev ødelagt af en storm i Den engelske kanal den 19. juni, mens den bedre byggede havn i Arromanches kun fik skader, som kunne repareres, og den fungerede som en vigtig forsyningsshavn indtil december 1944, hvor også den blev ødelagt i en storm.
På daværende tidspunkt rådede de allierede imidlertid over en række store permanente havne, så tabet var ikke så stort.
I dag er Arromanches fortrinsvis en by for turisterne. Den ligger centralt hvis man vil besøge alle invasionsstrandene og mindesmærkerne. Der ligger også et museum i Arromanches med information om Operation Overlord og især Mulberry-havnene.

## Yderligere billeder
- Landgangsmuseet
- Sænkekasser
- Udsigt mod Arromanches fra Cap Manvieux
- Tysk kanonstilling ved Arromanches
- Billede af resterende sænkekasser fra Mulberry havnen i Arromanches. To sænkekasser ses i baggrunden og en i mellemgrunden